# Metaclisis rionegroensis
Metaclisis rionegroensis är en stekelart som beskrevs av Peter Neerup Buhl 2004. Metaclisis rionegroensis ingår i släktet Metaclisis och familjen gallmyggesteklar. Inga underarter finns listade i Catalogue of Life.